# Sistema de Yoon et al.
O sistema de Yoon et al. é um esquema de classificação para as algas vermelhas.
Foi publicado em 2006 pelos pesquisadores e ficologistas Hwan Su Yoon, Kirsten M. Müller, Robert G. Sheath, Franklyn D. Ott e Debashish Bhattacharya, no Journal of Phycology:
- Yoon, H.S., Muller, K.M., Sheath, R.G., Ott, F.D. & Bhattacharya, D. (2006). "Defining the major lineages of red algae (Rhodophyta)". Journal of Phycology 42: 482-492.

O sistema de Yoon et al. classifica as algas vermelhas num único filo (Rhodophyta) subdidivido em dois subfilos (Cyanidiophytina e Rhodophytina).

## Classificação
- Domínio: Eukariota
- Reino: Plantae
- Subreino: Biliphyta
  - Filo: Rhodophyta
    - Subfilo 1: Cyanidiophytina (subfilo novo)
      - Classe: Cyanidiophyceae
        - Ordem: Cyanidiales
          - Família 1: Cyanidiaceae
            - Gêneros: Cyanidium, Cyanidioschyzon

          - Família 2. Galdieriaceae
            - Gêneros: Galdieria

    - Subfilo 2: Rhodophytina (subfilo novo)
      - Classe 1: Bangiophyceae
        - Ordem: Bangiales
          - Família: Bangiaceae
            - Gêneros: Dione, Minerva, Bangia, Pseudobangia, Porphyra

      - Classe 2: Compsopogonophyceae
        - Ordem 1: Compsopogonales
          - Família 1: Boldiaceae
            - Gêneros: Boldia

          - Família 2: Compsopogonaceae
            - Gêneros: Compsopogon

        - Ordem 2: Erythropeltidales
          - Família: Erythrotrichiaceae
            - Gêneros: Erythrotrichia, Chlidophyllon, Erythrocladia, Pyrophyllon, Sahlingia.

        - Ordem 3: Rhodochaetales
          - Família: Rhodochaetaceae
            - Gêneros: Rhodochaete

      - Classe 3: Florideophyceae
        - Ordem 1: Acrochaetiales
        - Ordem 2: Acrosymphytales
        - Ordem 3: Ahnfeltiales
        - Ordem 4: Bonnemaisoniales
        - Ordem 5: Batrachospermales
        - Ordem 6: Balbianales
        - Ordem 7: Balliales
        - Ordem 8: Colaconematales
        - Ordem 9: Corallinales
        - Ordem 10: Ceramiales
        - Ordem 11: Gelidiales
        - Ordem 12: Gigartinales
        - Ordem 13: Gracilariales
        - Ordem 14: Halymeniales
        - Ordem 15: Hildenbrandiales
        - Ordem 16: Nemaliales
        - Ordem 17: Nemastomatales
        - Ordem 18: Plocamiales
        - Ordem 19: Pihlellales
        - Ordem 20: Palmariales
        - Ordem 21: Rodhogorgonales
        - Ordem 22: Rhodymeniales
        - Ordem 23: Sebdeniales
        - Ordem 24: Thoreales

      - Classe 4: Porphyridiophyceae (classe nova)
        - Ordem: Porphyridiales
          - Família: Porphyridiaceae
            - Gêneros: Porphyridium, Erythrolobus, Flintiella

      - Classe 5: Rhodellophyceae
        - Ordem: Rhodellales (ordem nova)
          - Família: Rhodellaceae (família nova)
            - Gêneros: Dixoniella, Glaucosphaera, Rhodella

      - Classe 6: Stylonematophyceae (classe nova)
        - Ordem: Stylonematales
          - Família: Stylonemataceae
            - Gêneros: Stylonema, Bangiopsis, Chroodactylon, Chroothece, Purpureofilum, Rhodosorus, Rhodospora, Rufusia.